# Caloreas apocynoglossa
Caloreas apocynoglossa är en fjärilsart som beskrevs av John B.Heppner 1976. Caloreas apocynoglossa ingår i släktet Caloreas och familjen gnidmalar. Inga underarter finns listade i Catalogue of Life.